# Kaufpark Eiche
Der Kaufpark Eiche ist ein Einkaufszentrum in Eiche, Gemeinde Ahrensfelde. Es wird von der ECE Marketplaces  GmbH & Co. KG betrieben. Auf einer Gesamtfläche von 160.000 m² befinden sich ein zweistöckiger Gebäudekomplex und ein Parkplatz. Das Center besteht aus Fachmärkten, Fachgeschäften und Gastronomie. Seit 2017 stehen statt der vorherigen 79 nun 130 Mieteinheiten zur Verfügung.

## Geschichte
Das Einkaufszentrum mit einer Bruttogeschossfläche (BGF) von 63.000 m² wurde im Jahr 1994 an der Landsberger Chaussee mit einer damaligen BGF von 67.000 m² eröffnet, nur wenige Meter hinter der Berliner Stadtgrenze (Ortsteile Berlin-Marzahn/Berlin-Hellersdorf). 3500 kostenlose Parkplätze sowie eine Tankstelle stehen den Besuchern seit 2017 zur Verfügung (zuerst 4000). Zunächst war nach der Wende an gleicher Stelle eine Niederlassung der Lebensmittelkette Kaufland (zunächst unter dem Namen KaufMarkt; nur in Berlin darf der Name Kaufland verwendet werden) errichtet worden. Wenige Jahre später entstand der heutige Gebäudekomplex. Seit der Eröffnung fanden bereits mehrere Eigentümerwechsel statt, bis 2014 war das Center beispielsweise im Besitz vom Mfi Management für Immobilien.

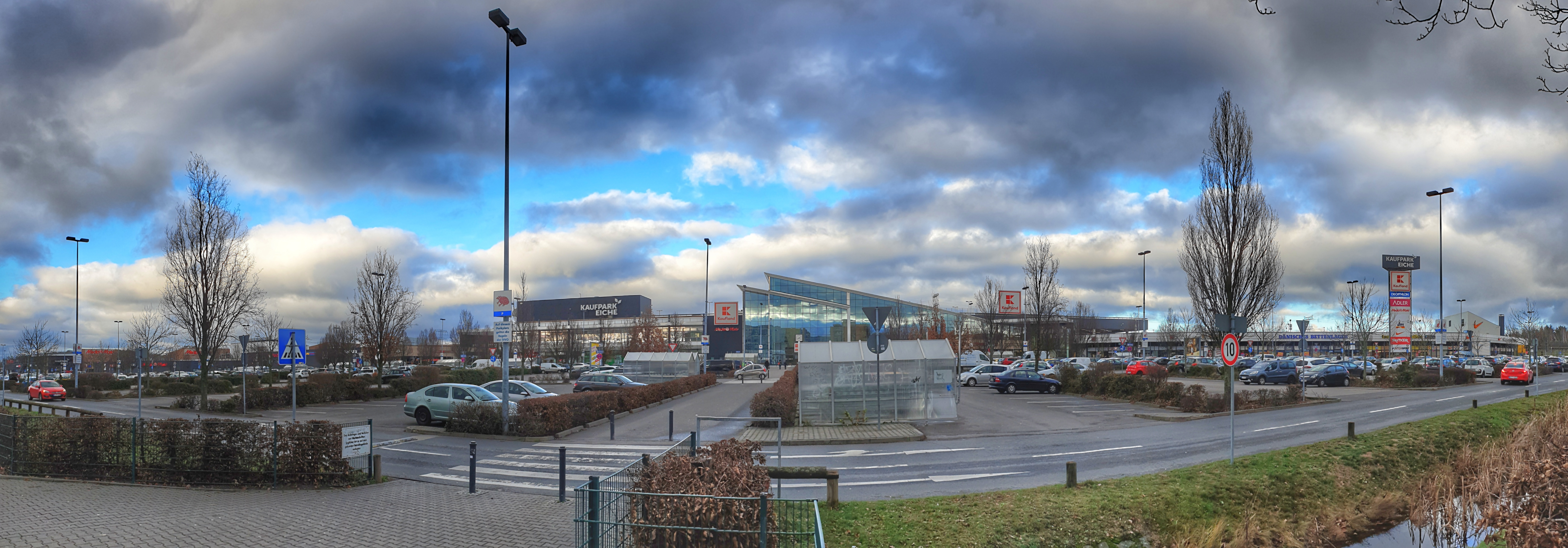
Blick auf einen Teil des Kaufparkgeländes von Süden (2019)

Von März 2016 bis Oktober 2017 wurde der Kaufpark Eiche für 40 Millionen Euro unter der Projektleitung des Unternehmens Drees & Sommer bei laufendem Betrieb umgebaut. Die Fläche für Gastronomie konnte verdoppelt werden, eine weitestgehend barrierefreie Nutzung ist nun möglich.